# Batocera roylii
Batocera roylii är en skalbaggsart som först beskrevs av Hope 1833.  Batocera roylii ingår i släktet Batocera och familjen långhorningar.
Artens utbredningsområde är Burma. Inga underarter finns listade.